# Loggiakällan
Loggiakällan (eller Papias logia) syftar vanligen på den samling med uppteckningar som Jesu lärjunge Matteus (möjligen född före Jesus, även dödsår okänt) enligt Papias (född cirka år 60) ska ha sammanställt], och som låg till grund för det evangelium som fick namnet Matteus. Logia (singularis: logion) är således benämningen (svensk stavning med ett 'g') på en samling uttalanden som härrör från Jesus Kristus själv, nedskrivna eller memorerade av ett förstahandsvittne, och som därefter sammanförts, ordnats och kategoriserats till en förlaga för Matteus och Markus sammanhängande evangelier. Den teoretiska s.k. Q-källan och det Thomasevangelium, som hittades 1946, är exempel på två logia.,

## Arvet efter den "riktige" Matteus
I Kyriakôn Logiôn Exêgêsis , ett nu förlorat verk om fem volymer som Papias skrev någon gång under den första halvan av 100-talet, och av vilket det idag endast återstår fragment hos andra samtida författare, skriver Papias bland annat;
Så Matteus sammanställde på det hebreiska sättet (dvs. på det hebreiska språket arameiska) vad som samlats in, och andra översatte efter bästa förmåga till det språk som passade dem bäst.
Att denna, nu försvunna, första text av Matteus har fått sådan betydelse beror på att den av vissa, ansetts vara den okända andra källan till Matteus- och Lukasevangeliet-evangelierna - dvs. Q-källan, som heller aldrig påträffats i handskrifter. Matteus evangelium, som ska ha fått sin nuvarande form strax före år 70,, eller så sent som år 80,  anses inte ha skrivits ned personligen av den Matteus som var judisk uppbördsman och lämnade sin verksamhet för att följa Jesus, eftersom denne Matteus skulle ha varit 70–90 år i så fall i en tid då få nådde 50-årsåldern. Det är således en annan person som skrivit i Matteus namn och därvid använt en sammanställning av Jesusord som eventuellt den riktige Matteus kan ha sammanställt och som eventuellt kan vara den mystiska Q-källan.  De två evangelierna Matteus och Lukas författare återanvänder till viss del ordagrant stycken från det fem till tio år äldre Markusevangeliet (cirka 55–63). Utöver dessa stycken finns emellertid en stor mängd logia och även ytterligare likheter som inte återfinns hos Markus. 
Papias beskrivning av den av Matteus sammanställda texten, stämmer in på hur man föreställt sig att den text författarna till de båda evangelierna haft tillgång till, bör ha sett ut. Det anses ha varit en text som förmodligen inte återgivit något om Jesus lidande, död och uppståndelse, utan i stället bestått av en samling så kallade Jesusord, sammanförda, ordnade och kategoriserade efter olika teman. 
Ett exempel på hur Papias logia kan ha sett ut är Thomasevangeliet. Thomasevangeliet, som hittades vid Nag Hammadi 1946, är uppbyggt på det sätt som Papias talar om, men de passager från Matteus och Lukas som antas härstamma från den okända källa som logian tänks kan ha utgjort, återfinns inte i Thomasevangeliet. 
Under en lång tid kom sedan Papias idéer om evangeliernas tillkomst att bortses från, och till viss del falla i glömska. Detta då den syn på kristendomen som Papias gav uttryck för, Millenarism, som ett resultat av den tidiga kyrkans arbete för att skapa en mer gemensam bild av den kristna läran, kom att motarbetas. 
I början av 1800-talet, närmare bestämt 1835 och 1838, publicerade de tyska forskarna Karl Lachmann och Hermann Weisse böcker där man för fram dels tanken på Markus-evangeliet som äldre än Matteus och Lukas, dels pekar på det faktum att det bör ha funnits ytterligare en källa utöver Markus. Detta är alltså vad som kom att kallas Q-källan, vilket också kan ses som grund för den idag i allmänhet accepterade tvåkällshypotesen. Idag finns emellertid en medvetenhet om att det kan finnas flera logia och andra källor till evangelierna, och att Matteus evangelium förmodligen har en lång tillkomsthistoria, från muntliga vittnesbörd om Jesus ord och gärningar av ögon- och öronvittnen som den egentlige Matteus, och kanske även Petrus och fler personer, anteckningar, skrivna redogörelser i flera omgångar fram till slutformen år 69-80.,

### Övriga källor
- St. Papias
- Jesu Logia ("Sayings of Jesus")
- Fragments of Papias (1)
- Fragments of Papias (2)
- Synoptic Gospels Primer
- Mer om Papias - Synoptic Gospels Primer
- The Synoptic Problem Home Page
- The words of Jesus: from oral traditions to written record in Paul and Q - ATLA Religion Database[död länk]